# Harasar
Harasar fou una thikana de l'estat de Bikaner, governada per una branca de rajputs rathors del clan Bidawat, subclan Prithirajot, amb títol de thakurs i des de 1936 de Rao Bahadur. El coronel Jeoraj Singh, ministre de l'exèrcit de Bikaner, fou takhur d'Harasar des de 1912. Fou el darrer thakur abans de la independència de l'Índia. El seu haveli és des de 1997 un hotel.